# Дарманто Ятман
Дарманто Ятман (индон. Darmanto Jatman; 16 августа 1942, Джакарта — 13 января 2018, Семаранг) — индонезийский поэт и педагог-психолог.

## Краткая биография
Выпускник факультета психологии Университета Гаджа Мада (Джокьякарта, 1968). В 1972 г. завершил магистерский курс в Университете Дипонегоро (Семаранг). В 1972—1973 гг. занимался в Центре «Восток-Запад» Гавайского университета. В 1977—1978 гг. прошёл курс планирования развития в Университетском колледже Лондона. В 1969—1970 гг. преподавал в Академии изобразительных искусств в Джокьякарте, в 1970 — в Университете Сатьявачана (Салатига). С 1979 года — преподаватель Университета Дипонегоро. В 1983 году принимал участие в организации факультета психологии Католического университета Сугияпраната в Семаранге. Был редактором ряда газет и журналов, в том числе «Новая динамика» (Dinamika Baru), «Кампус» (Kampus), «Голос независимости» (Suara Merdeka), «Трибуна» (Tribun), возглавлял «Христианский театр Джокьякарты». Одним из направлений научных интересов были проблемы плюрализма и мультикультурализма.

## Творчество
Писал стихи, пьесы, рассказы. Первые стихи опубликовал в литературном приложении «Каванку» (Мой товарищ) газеты «Кедаулатан Ракьят» (Народный суверенитет) в 1958 году, когда учился в средней школе в Джокьякарте. Позднее его произведения охотно печатали такие авторитетные литературные журналы, как «Черпен» (Короткий рассказ), «Гема» (Эхо), «Пустака дан Будая» (Литература и культура", «Заман» (Эпоха), «Хорисон» (Горизонт), «Састра» (Литература). Автор 10 сборников поэзии и 9 сборников эссе по вопросам психологии, литературы и культуры. Принимал участие в международных фестивалях поэзии, в частности, в Австралии (Аделаида, 1980) и Голландии (Роттердам, 1983).

## Награды
- Литературная премия Юго-Восточной Азии (2002)
- Медаль «За доблестный труд» (Satyalencana Karya Satya) (2002)
- Грамота Министерства образования и культуры за вклад в развитие литературы (2002)
- Звание «Почётный профессор» Университета Дипонегоро (2007)
- Медаль «За вклад в культуру» (Satyalencana Kebudayaan) (2010).

## Семья
- Отец Ятман
- Мать Ласинем
- Жена : Сри Мурьяти
- Дети Оми Интан Наоми (поэтесса), Абигаел Воинг Ати, Бунга Джерук Пермата Пекерти, Арьянинг Арьо, Джатининг Сесами[4]

## Публикации

### Сборники поэзии
1. Sajak-sajak Putih (совместно с Дармаджи Сосропуро, 1968)
2. Ungu (bersama A. Makmur Makka, 1968)
3. Bangsat (1975)
4. Sang Darmanto (1975)
5. Arjuna in Meditation (совместно с Сутарджи Калзум Бахри и Абдул Хади Виджи Мутхари, 1976)
6. Ki Blakasuta Bla Bla (1980)
7. Karta Iya Bilang Mboten (1981)
8. Golf untuk Rakyat (1994)
9. Isteri (1997)
10. Darmanto Bilang: Sori Gusti (Limpad, 2002)

### Сборники эссе
1. Sastra, Psikologi, dan Masyarakat (1985)
2. Sekitar Masalah Kebudayaan (1986)
3. Komunikasi Manusia (1994)
4. Salah Tingkah Orang Indonesia (1995)
5. Perilaku Kelas Menengah Indonesia (1996)
6. Psikologi Jawa (Bentang Budaya, 1997)
7. Politik Jawa (Bentang Budaya, 1999)
8. Indonesia Tanpa Pagar (Limpad, 2002),
9. Terima Kasih Indonesia (Limpad, 2002)